# بطولة إفريقيا لألعاب القوى
البطولات الأفريقية في ألعاب القوى هي البطولات القارية في ألعاب القوى التي ينظمها الاتحاد الأفريقي لألعاب القوى ومن المسلم به عموما المنظمة كل سنتين، كل الحدث الآخر الذي يعقد في نفس العام حيث اولمبياد اثينا.

## البطولات
- بطولة أفريقيا لألعاب القوى 1979 - (داكار)  السنغال
- بطولة أفريقيا لألعاب القوى 1982 - (القاهرة)  مصر
- بطولة أفريقيا لألعاب القوى 1984 - (الرباط)  المغرب
- بطولة أفريقيا لألعاب القوى 1985 - (القاهرة)  مصر
- بطولة أفريقيا لألعاب القوى 1988 - (عنابة)  الجزائر
- بطولة أفريقيا لألعاب القوى 1989 - (لاغوس)  نيجيريا
- بطولة أفريقيا لألعاب القوى 1990 - (القاهرة)  مصر
- بطولة أفريقيا لألعاب القوى 1992 -  موريشيوس
- بطولة أفريقيا لألعاب القوى 1993 - (دوربان)  جنوب إفريقيا
- بطولة أفريقيا لألعاب القوى 1996 - (ياوندي)  الكاميرون
- بطولة أفريقيا لألعاب القوى 1998 - (داكار)  السنغال
- بطولة أفريقيا لألعاب القوى 2000 - (الجزائر العاصمة)  الجزائر
- بطولة أفريقيا لألعاب القوى 2002 - (تونس / رادس)  تونس
- بطولة أفريقيا لألعاب القوى 2004 - (برازافيل)  جمهورية الكونغو
- بطولة أفريقيا لألعاب القوى 2006 - (بامبووس)  موريشيوس
- بطولة أفريقيا لألعاب القوى 2008 - (أديس أبابا)  إثيوبيا
- بطولة أفريقيا لألعاب القوى 2010 - (نايروبي)  كينيا
- بطولة أفريقيا لألعاب القوى 2012 - (بورتو نوفو)  بنين
- بطولة أفريقيا لألعاب القوى 2014 - (مراكش)  المغرب
- بطولة أفريقيا لألعاب القوى 2016 - (ديربان)  جنوب إفريقيا
- بطولة أفريقيا لألعاب القوى 2018 - (أسابا)  نيجيريا
- بطولة أفريقيا لألعاب القوى 2022 - (سان بيار)  موريشيوس

## قائمة الأبطال
قائمة أبطال أفريقيا لألعاب القوى